# Jan Wiechoczek
Jan Wiechoczek (ur. 29 października 1914 w Chorzowie, zaginął w 1939 jako żołnierz Wojska Polskiego) – polski piłkarz występujący na pozycji napastnika.
Wiechoczek był wychowankiem Ruchu Chorzów. W latach 1932–1936 grał w juniorach tego klubu, po czym w sezonie 1937 zasilił zespół seniorów. W „Niebieskich” zadebiutował 1 sierpnia 1937 roku w zremisowanym bezbramkowo meczu z AKS-em Chorzów, zaś pierwszą bramkę strzelił 5 września 1937 roku w wygranym 8:1 spotkani z Garbarnią Kraków. Wiechoczek zaliczył w tej konfrontacji jeszcze dwa trafienia, dzięki czemu skompletował hat tricka. W debiutanckim sezonie na poziomie I ligi zajął z drużyną trzecie miejsce w tabeli na zakończenie rozgrywek ligowych, natomiast w sezonie 1938 został z Ruchem mistrzem Polski. W 1937 roku zdobył z reprezentacją Śląska Puchar Prezydenta Rzeczypospolitej Polskiej. Wiechoczek zagrał 14 listopada 1937 roku w wygranym 5:1 finałowym meczu z Krakowem. W latach 1938–1939 występował w WKS-ie Bytomiak. Wiechoczek zaginął w 1939 jako żołnierz Wojska Polskiego. Jego rodzina nigdy nie uzyskała informacji o jego losie. Pracował w charakterze robotnika. Nosił boiskowe przydomki „Owens” i „Ufka”.

## Statystyki klubowe
| Sezon | Klub         | Liga   | Liga krajowa | Liga krajowa |
| ----- | ------------ | ------ | ------------ | ------------ |
| Sezon | Klub         | Liga   | Mecze        | Bramki       |
| 1937  | Ruch Chorzów | I Liga | 8            | 7            |
| 1938  | Ruch Chorzów | I Liga | 10           | 2            |
| Razem | Razem        | Razem  | 18           | 9            |

## Sukcesy

### Ruch Chorzów
- Mistrzostwo Polski w sezonie 1938
- Trzecie miejsce w mistrzostwach Polski w sezonie 1937
- Puchar Prezydenta Rzeczypospolitej Polskiej w 1937 roku